# Orquestra Simfònica Nacional d'Ucraïna
L'Orquestra Simfònica Nacional d'Ucraïna (en ucraïnès: Національний Симфонічний Оркестр України) és una de les principals orquestres d'Ucraïna.
Va ser fundada el 1918 com a Orquestra Simfònica Estatal d'Ucraïna. Nathan Rachlin va dirigir l'orquestra des de 1937 fins a 1962. Entre els altres directoris ha tingut a Stephan Turchak, Volodymyr Kozhukhar, Fyodor Glushchenko, Igor Blazhkov, el director nord-americà Theodore Kuchar actualment és el director artístic, mentre que el director titular és Volodymyr Sirenko des de 1999.
L'orquestra va estar de gira per ciutats dels Estats Units el 2017.